# Anoplolepis deceptor
Anoplolepis deceptor är en myrart som först beskrevs av Arnold 1922.  Anoplolepis deceptor ingår i släktet Anoplolepis och familjen myror. Inga underarter finns listade i Catalogue of Life.